# دایگو ماتسویی
دایگو ماتسویی (انگلیسی: Daigo Matsui؛ زادهٔ ۲ نوامبر ۱۹۸۵) فیلم‌نامه‌نویس، کارگردان فیلم، و نمایشنامه‌نویس اهل ژاپن است.